# Jamar Smith (cestista 1980)
Jamar Smith (Sicklerville, 5 dicembre 1980) è un ex cestista statunitense, professionista nella NBDL, in Europa e in Asia.

## Palmarès
- All-NBDL Second Team (2006)